# 頷
頷，又称下巴、下颔、下顎、下頦、下巴颏，解剖术语称为下颌，是位于脊椎动物包括人类面部嘴唇以下的部位。颐的本义也是下巴、颌，但后来延伸也指腮颊。
人到年老時下巴會逐漸萎縮，這是老化現象的一個過程。

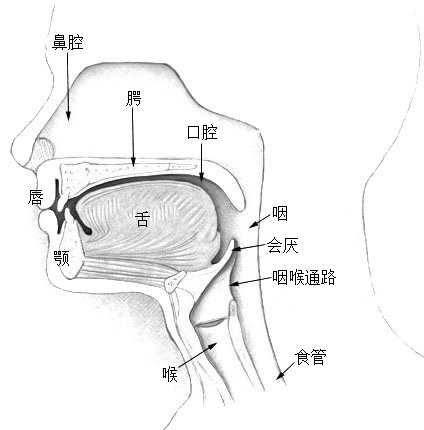
人类发声构造。图中“颚”是指“頷”，亦即下颚（下颌）；但图未标示“上颚”（上颌）。此图显示“腭”与“颚”为不同部位。